# No Smoking Orchestra

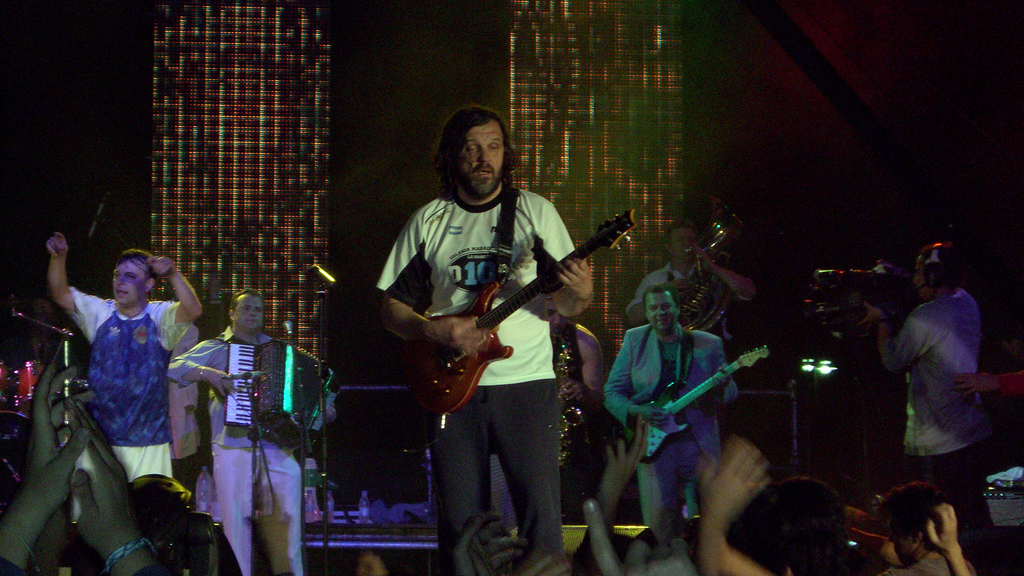
Emir Kusturica en het No Smoking Orchestra

No Smoking Orchestra is een Bosnische rockgroep die Nele Karajlić, onder de oorspronkelijke naam Zabranjeno Pušenje (verboden te roken), in 1980 in Sarajevo oprichtte. De Joegoslavische filmmaker Emir Kusturica maakt sinds 1986 deel uit van de band. Als de oorlog uitbreekt, splitst de groep zich in tweeën. Eén deel van de bandleden houdt de oorspronkelijke naam aan en brengt nog enkele albums uit. De anderen hergroeperen zich in 1994 in Belgrado met Karajlić, Kusturica en Stribor Kusturica onder de Engelstalige naam No Smoking Orchestra. De band produceert sindsdien de muziek voor de films van Kusturica. In 2001 maakte Kusturica een documentaire over de groep, Super 8 Stories  (Servisch: Супер 8 Прича, Super 8 priča) .

## Discografie

### Onder de naamZabranjeno Pušenje
- 1984 : Das ist Walter
- 1985 : Dok čekaš sabah sa šejtanom (Wachtend op de sabbat met de duivel)
- 1987 : Pozdrav iz zemlje safari (Groeten uit safariland)
- 1989 : Male priče o velikoj ljubavi (Kleine geschiedenis van een grote liefde)
- 1997 : Ja nisam odavle

### Onder de naam No Smoking Orchestra
- 1998 : Black Cat, White Cat (Soundtrack van de gelijknamige film van Emir Kusturica)
- 2000 : Unza Unza Time
- 2004 : Life is a miracle (Soundtrack van de gelijknamige film van Emir Kusturica)
- 2005 : Live is a miracle in Buenos Aires (live-opname)

## Filmografie
- 2001 : Super 8 Stories  (documentaire)
- 2005 : The No Smoking Orchestra : Live is a miracle in Buenos Aires (live-opname)